# Aspilota florens
Aspilota florens är en stekelart som beskrevs av Fischer 1974. Aspilota florens ingår i släktet Aspilota och familjen bracksteklar. Inga underarter finns listade.